# Clici (fill d'Èurit)
Segons la mitologia grega, Clici fou un heroi grec, fill d'Èurit, rei d'Ecàlia.
Participà en l'expedició dels argonautes, durant la qual fou mort per Eetes.